# 1996년 하계 올림픽 조선민주주의인민공화국 선수단
조선민주주의인민공화국은 1996년 7월 25일부터 8월 9일까지 미국 애틀랜타에서 열린 1996년 하계 올림픽에 참가했다.

## 메달리스트
- 금메달
  - 계순희 (여자 유도 엑스트라라이트급)
  - 김일 (남자 레슬링 자유형 라이트플라이급)

- 은메달
  - 김명남 (남자 역도 라이트급)

- 동메달
  - 전철호 (남자 역도 미들급)
  - 리영삼 (남자 레슬링 자유형 밴텀급)